# وزیرستان جنوبی

نقشهٔ مناطق قبیله‌ای فدرال پاکستان (آبی) و ایالت مرزی شمال غربی (سبز)، وزیرستان جنوبی در بخش جنوبی مناطق قبیله‌ای واقع شده‌است.

وَزیرستان جنوبی (به پشتو: جنوبی وزیرستان) منطقه‌ای کوهستانی در شمال باختری پاکستان است.
وزیرستان جنوبی و وزیرستان شمالی دو فرمانداری هستند که با هم منطقهٔ وزیرستان را تشکیل می‌دهند. وزیرستان خود بخشی است از مناطق قبیله‌ای فدرال پاکستان.
مساحت وزیرستان جنوبی ۱۱٬۵۸۵ کیلومتر مربع است. مرکز زمستانه آن شهر تانک و مقر تابستانه اداری آن شهر وانه است.
مردم هر دو وزیرستان، پشتون و از قبیله وزیری هستند. زبان آن‌ها گویشی از پشتو به نام گویش وزیری است که تفاوت‌های زیادی با پشتو معیار دارد.
دوسوم مردم وزیرستان جنوبی از تیره، مهسود و بقیه از تیره وزیری هستند.
مردم بومی منطقه وزیرستان جنوبی ارموری‌ها هستند که به یک زبان ایرانی خاوری به نام زبان ارموری گویشور هستند و مرکز آن‌ها کانی‌گورم است. بیشتر ارموری‌ها امروزه پشتوزبان شده‌اند.
وزیری‌ها به سرسختی در جنگ و دعواها و کین‌خواهی فراوان بین خانواده‌ها مشهورند. مردم وزیرستان از دید اجتماعی و مذهبی بسیار محافظه‌کارند و در آن‌جا مردسالاری مطلق حاکم است.
خانه‌ها در روستای کانی‌گورم بسیار نزدیک به هم و بر فراز هم ساخته شده‌اند و خنجرهای ساخت کانی‌گورم معروفند.
بایزید انصاری معروف به پیر روشن، بنیادگذار جنبشی دینی و ملّی در میان افغانان در سدهٔ ۱۶ میلادی، از مردم کانی‌گورم بود.